# Чо Нам Гю
Чо Нам Гю (кор. 조남규; род. 14 февраля 1985 года в Тэджоне, провинция Чхунчхон-Намдо) — южнокорейский шорт-трекист, чемпион мира 2004 года. Окончил факультет спортивных наук университета Тангук.

## Биография
Чо Нам Гю из старшей школы Кванмун в ноябре 2002 года занял 1-е место в беге на 1500 метров и квалифицировался в этом виде на Универсиаду 2003 года. В январе 2013 года победил в эстафете на зимней Универсиаде в Тарвизио 2003, а в марте на 17-м Национальном чемпионате выиграл 1-е место в общем зачёте многоборья и отобрался в сборную на сезон 2003/04. Осенью выступал на Кубке мира и выиграл бронзу в эстафете в Калгари, затем в Чонджу, и в Маркетте завоевал золотую медаль также в эстафете.
В марте 2004 года на чемпионате мира в Гётеборге в составе эстафетной команды выиграл золотую медаль. Из-за травмы спины Чо Нам Гю отказался от участия в Олимпиаде 2006 года. В 2007 году на зимней Универсиаде в Турине он выиграл серебро в беге на 1500 метров и завоевал золото в эстафете. Он не квалифицировался на олимпиаду 2010 года из-за дисквалификации за фальстарт.
После завершения карьеры конькобежца в начале 2012 года он работал тренером по шорт-треку в средней школе дизайна Hongik в Хвасоне. В то же время он обучал шорт-треку конькобежцев из города Хвасон, в том числе игроков национальной сборной Пак Сын Хи, Ким А Ран и Пак Се Ён. В мае 2012 года по дороге домой он попал в аварию и повредил левую руку, после чего его отвезли в больницу Сувона. Целый месяц был в больнице и очень переживал, что не может помочь своим ученикам. Он потерял руку, но с помощью протеза обрёл новую уверенность и продолжает тренировать своих учеников.